# Indonesische Badmintonmeisterschaft
Bei den Indonesischen Meisterschaften im Badminton werden die Titelträger des Landes in dieser Sportart ermittelt. Indonesien ist traditionell eine Hochburg des Badmintonsports. Meister, Weltmeister oder Olympiasieger des Landes haben in dieser Sportart in Indonesien den Status eines Superstars.

## Die Titelträger
| Saison    | Herreneinzel            | Dameneinzel            | Herrendoppel                            | Damendoppel                                  | Mixed                                       |
| --------- | ----------------------- | ---------------------- | --------------------------------------- | -------------------------------------------- | ------------------------------------------- |
| 1952      | Ferry Sonneville        | Ong Hong Nio           |                                         |                                              |                                             |
| 1953      |                         | Ong Hong Nio           |                                         | Tio Siam Tie Teng Koen Liong                 |                                             |
| 1954      | Eddy Yusuf              | Teng Koen Liong        | Gauw Soen Lok Gan Kay Hoe               | Oei Lin Nio Rosnida Nasution                 | Njoo Kiem Bie Teng Koen Liong               |
| 1955      | Eddy Yusuf              | Yang Weng Ching        | Lay Tjie Sing Kwik Hian Sioe            | Ong Hong Nio Goei Ing Nio                    | Tjioe Wie Hong Theng Liem Hwa               |
| 1956      | Tan Joe Hok             | Yang Weng Ching        | Gan Khay Houw Gouw Soen Lok             | Teng Koen Liong Tio Siam Tie                 | Tjioe Wie Hong Theng Liem Hwa               |
| 1957      | nicht ausgetragen       | nicht ausgetragen      | nicht ausgetragen                       | nicht ausgetragen                            | nicht ausgetragen                           |
| 1958      | Tan Joe Hok             | Oei Lin Nio            | Tan Joe Hok Lie Poo Djian               | Corry Kawilarang Thio Koen Eng               | Z. Abidin Corry Kawilarang                  |
| 1959      | Lie Poo Djian           | Minarni                | Tan King Gwan Njoo Kiem Bie             | Oei Lin Nio Rosnida Nasution                 | Z. Abidin Corry Kawilarang                  |
| 1960      | Eddy Yusuf              | Minarni                | Tan Yee Khan Ng Boon Bee                | Oei Lin Nio Corry Kawilarang                 | Z. Abidin Corry Kawilarang                  |
| 1961 1962 | nicht ausgetragen       | nicht ausgetragen      | nicht ausgetragen                       | nicht ausgetragen                            | nicht ausgetragen                           |
| 1963      | Ang Tjin Siang          | Minarni                | Tan King Gwan Njoo Kiem Bie             | Retno Koestijah Minarni                      | Z. Abidin Corry Kawilarang                  |
| 1964      | Ang Tjin Siang          | Minarni                | Tutang Djamaluddin Liem Tjeng Kiang     | Retno Koestijah Minarni                      | Njoo Kiem Bie                               |
| 1965 1966 | nicht ausgetragen       | nicht ausgetragen      | nicht ausgetragen                       | nicht ausgetragen                            | nicht ausgetragen                           |
| 1967      | Muljadi                 | Minarni                | Tan Joe Hok A. P. Unang                 | Retno Koestijah Minarni                      | nicht ausgetragen                           |
| 1968      | Darmadi                 | Utami Dewi             | Muljadi Mintarja                        | Poppy Tumengkol Nurhaena                     | nicht ausgetragen                           |
| 1969      | Darmadi                 | Utami Dewi             |                                         | Utami Dewi Minarni                           |                                             |
| 1971      | Iie Sumirat             | Utami Dewi             | Christian Hadinata Atik Jauhari         |                                              |                                             |
| 1972      | Djaliteng               | Utami Dewi             | Tjun Tjun Johan Wahjudi                 | Utami Dewi Minarni                           |                                             |
| 1973      |                         | Utami Dewi             |                                         |                                              |                                             |
| 1974      | Liem Swie King          | Tati Sumirah           | Tjun Tjun Johan Wahjudi                 | Minarni Retno Koestijah                      | Verawaty Wiharjo                            |
| 1975      | Liem Swie King          | Utami Dewi             |                                         |                                              |                                             |
| 1976      | Triaji                  | Verawaty Wiharjo       |                                         |                                              |                                             |
| 1978      | Hadiyanto               |                        | Liem Swie King Hariamanto Kartono       |                                              |                                             |
| 1980      | Kurniahu                | Ho Djay Ging           | Icuk Sugiarto                           |                                              |                                             |
| 1982      | Kurniahu                |                        |                                         |                                              |                                             |
| 1983      | Icuk Sugiarto           | Ivanna Lie             |                                         |                                              |                                             |
| 1984      | Icuk Sugiarto           |                        |                                         |                                              |                                             |
| 1985      | Icuk Sugiarto           |                        |                                         |                                              |                                             |
| 1986      | Icuk Sugiarto           |                        |                                         |                                              |                                             |
| 1987      | Icuk Sugiarto           | Kho Mei Hwa            |                                         |                                              |                                             |
| 1991      | Heryanto Arbi           | Yuni Kartika           | Reony Mainaky Nunung Subandoro          | Catherine Eliza Nathanael                    | Aryono Miranat Eliza Nathanael              |
| 1993      | Alan Budikusuma         | Susi Susanti           | S. Antonius Budi Ariantho Denny Kantono | Finarsih Lili Tampi                          | Aryono Miranat Rosalina Riseu               |
| 1995      | Nunung Subandoro        | Yuni Kartika           | Sigit Budiarto Dicky Purwotjugiono      | Indarti Issolina Deyana Lomban               | Sandiarto Rosalia Anastasia                 |
| 1997      | George Rimarcdi         | Mia Audina             | Candra Wijaya Sigit Budiarto            | Eliza Nathanael Zelin Resiana                | Tri Kusharyanto Zelin Resiana               |
| 1999      | Ignatius Rudy           | Ninik Masrikah         | Yuwono/Andreas o. Lukas/Sugiharjo       | Vita Marissa Mona Santoso                    | Santoso Sugiharjo Eny Widiowati             |
| 2001      | Sony Dwi Kuncoro        | Atu Rosalina           | Candra Wijaya Sigit Budiarto            | Minarti Timur Vita Marissa                   | Bambang Suprianto Emma Ermawati             |
| 2003      | Andre Kurniawan Tedjono | Yuli Marfuah           | Imam Sodikin Davis Efraim               | Greysia Polii Heni Budiman                   | Imam Sodikin Monica                         |
| 2005      | Andre Kurniawan Tedjono | Silvi Antarini         | Yoga Ukikasah Yonathan Suryatama Dasuki | Nitya Krishinda Maheswari Nadya Melati       | Bambang Suprianto Lelyana Daisy Chandra     |
| 2007      | Taufik Hidayat          | Aprilia Yuswandari     | Luluk Hadiyanto Alvent Yulianto         | Greysia Polii Jo Novita                      | Nova Widianto Liliyana Natsir               |
| 2009      | Sony Dwi Kuncoro        | Maria Kristin Yulianti | Markis Kido Hendra Setiawan             | Meiliana Jauhari Greysia Polii               | Tontowi Ahmad Greysia Polii                 |
| 2011      | Senatria Agus           | Ganis Nur Rahmadani    | Rahmat Adianto Berry Angriawan          | Suci Rizky Andini Della Destiara Haris       | Ricky Widianto Richi Puspita Dili           |
| 2013      | Simon Santoso           | Maziyyah Nadhir        | Agripina Prima Rahmanto Hardianto       | Komala Dewi Meiliana Jauhari                 | Alfian Eko Prasetya Shendy Puspa Irawati    |
| 2015      | Jonatan Christie        | Fitriani               | Berry Angriawan Rian Agung Saputro      | Della Destiara Haris Rosyita Eka Putri Sari  | Rafiddias Akhdan Nugroho Vita Marissa       |
| 2017      | Wisnu Yuli Prasetyo     | Ruselli Hartawan       | Mohammad Ahsan Hendra Setiawan          | Tania Oktaviani Kusumah Vania Arianti Sukoco | Akbar Bintang Cahyono Winny Oktavina Kandow |
| 2019      | Christian Adinata       | Asty Dwi Widyaningrum  | Amri Syahnawi Muhammad Fachrikar        | Della Destiara Haris Rizki Amelia Pradipta   | Adnan Maulana Mychelle Bandaso              |
| 2020 2022 | nicht ausgetragen       | nicht ausgetragen      | nicht ausgetragen                       | nicht ausgetragen                            | nicht ausgetragen                           |
| 2023      | Muhammad Halim As Sidiq | Fitriani               | Akbar Bintang Cahyono Bobby Setiabudi   | Anggia Shitta Awanda Putri Larasati          | Bobby Setiabudi Melati Daeva Oktavianti     |